# 宝塔区
宝塔区（ほうとう-く）は、中華人民共和国陝西省延安市に位置する市轄区。

## 行政区画
- 街道:
  - 宝塔山街道、南市街道、鳳凰山街道、棗園街道、橋溝街道、新城街道
- 鎮:
  - 河荘坪鎮、李渠鎮、姚店鎮、青化砭鎮、蟠竜鎮、柳林鎮、南泥湾鎮、臨鎮、甘谷駅鎮
- 郷:
  - 川口郷、馮荘郷、麻洞川郷、万花山郷